# Ожешково (Подляское воеводство)
Ожешково (пол. Orzeszkowo) — деревня в Хайнувском повете Подляского воеводства Польши. Входит в состав гмины Хайнувка. По данным переписи 2011 года, в деревне проживало 395 человек.

## География
Деревня расположена на северо-востоке Польши, к югу от реки Хвищей, на расстоянии приблизительно 7 километров к юго-западу от города Хайнувка, административного центра повета. Абсолютная высота — 159 метров над уровнем моря. К западу от Ожешково проходит региональная автодорога 685.

## История
В конце XVIII века Ожешково входило в состав Берестейского повета Берестейского воеводства Великого княжества Литовского.
Согласно «Указателю населенным местностям Гродненской губернии, с относящимися к ним необходимыми сведениями», в 1905 году в деревне Орешково проживало 510 человек. В административном отношении деревня входила в состав Беловежско-Александровской волости Пружанского уезда (4-го стана).
В период с 1975 по 1998 годы Ожешково являлось частью Белостокского воеводства.